# O’Shanessy Creek
Der O’Shanessy Creek ist ein Bach in der Region West Coast auf der Südinsel von Neuseeland.

## Geographie
Der O’Shanessy Creek entspringt rund 1,3 km nordöstlich des 1462 m hohen Mount O’Shanessy. Nach einem kurzen westlichen Verlauf schwenkt der Bach in einem Rechtsbogen in östliche Richtung, wo er kurz vor seiner Mündung in den Haupiri River nach Norden verläuft. Der Bach besitzt eine Gesamtlänge von rund 6 km.